# Георги Арнаудов (лекар)
Вижте пояснителната страница за други личности с името Георги Арнаудов.
Георги Димитров Арнаудов е български учен, лекар, автор на трудове в областта на фармакотерапията и медицинската терминология.

## Биография
Арнаудов е роден в 1901 година в неврокопското село Черешово, тогава в Османската империя, днес в Гърция. В 1929 година завършва медицина в Софийския университет и от 1930 до 1958 година е участъков лекар при Инспекцията по труда и Института за обществено осигуряване в Пловдив, Работническата болница в София, болницата на Българския червен кръст в Банкя, Студентската поликлиника в София.
Автор е на известни и широко ползвани в медицинската практика трудове: „Практическа лекарствена терапия с рецептурен сборник“ (1942), „Медицинско-фармацевтически речник“ в три части (1948, второ допълнено издание 1951, в съавторство с Георги Тодоров и Нено Стоянов) „Медицинска терминология на шест езика – Latinum, Български, Русский, English, Français, Deutsch“ (1964, 1975), „Лекарствена терапия“ (5 преработено издание 1968).